# Boore
Boore (kölsch für Bauern) ist eine deutsche Band aus Köln, die als Kölner Mundart-Band vor allem im Karneval aktiv ist, aber auch das ganze Jahr zahlreiche Auftritte über die Grenzen Kölns hat. Das besondere Markenzeichen der Band sind die Lederhosen.

## Geschichte
Die Band wurde 1998 in Köln mit dem Namen „De Boore“ gegründet, ehe 2014 die Umbenennung zu „Boore“ folgte.
Im Jahr 2003 gelang den Boore mit dem Hit „Rut sin de Ruse“, über den Karneval hinaus, der nationale Durchbruch. Mit dem Lied platzierte sich die Band erstmals in den deutschen Singlecharts.
Die Single stieg zwischen 2003 und 2008 mehrmals in die Charts ein und erreichte mit Position 25 seine höchste Chartnotierung. Bei der „Super-Wunsch-Hitparade“ des WDR landeten die Boore 2004 und 2006 jeweils auf dem zweiten Platz hinter Andrea Berg und wurden dafür mit dem „Schlagersegel“ ausgezeichnet. 2005 gab es vom SWR die Auszeichnung „bronzenen Gisbert“ für „Rut sin de Ruse“. Es folgten zahlreiche Auftritte auf Mallorca oder wie 2006 auf den Cannstatter Wasen.
Auch im Funk- und Fernsehen sind die Boore, u. a. durch Auftritte bei der Närrischen Hitparade, Klingendes NRW oder der SWR-Sendung „Fröhlicher Feierabend“ präsent. Beim Start der Karnevalssession am 11.11. sind die Boore regelmäßig im WDR zu sehen.
2018 feierten die Jungs mit den Lederhosen nicht nur ihr 20-jähriges Bandjubiläum, sondern auch zwei Fernseh-Premieren. Zum ersten Mal in der Bandgeschichten waren die Boore am 27. Mai 2018 zu Gast bei Andrea Kiewel im ZDF-Fernsehgarten. Am 15. Juli 2018 folgte der Auftritt bei Stefan Mross bei „Immer wieder sonntags“ bei Das Erste. Bei beiden Auftritten präsentierten die Boore ihren Sessionshit „Tschau mit Au“ vor einem Millionenpublikum. Aufgrund des Erfolges von „Tschau mit Au“ entstand in Zusammenarbeit mit DJ Fosco (Jan Boris Schäfer) ein Remix des Songs. DJ Fosco ist für erfolgreiche Remixe von u. a. Andreas Gabalier („Hulapalu“) und Helene Fischer („Achterbahn“) verantwortlich. Am 13. September 2018 kehrten die Boore nach zehn Jahren Abstinenz nach Mallorca zurück. Pünktlich zu den Kölschen Wochen spielen die fünf Jungs ein Open Air auf der Bierstraße mit allen Hits aus der 20-jährigen Bandgeschichte.
Gemeinsam mit den Funky Marys spielen die Boore unter dem Motto „Funky Marys meet Boore - alles außer gewöhnlich“ vom 10.–12. Oktober 2019 drei Konzerte in der Volksbühne am Rudolfplatz (Millowitsch-Theater).

## Besetzung
Schlagzeuger Peter Kellershoff gehört zu den Gründungsmitgliedern und ist der einzige, der seitdem bei den Boore Musik macht. 2002 kam Karlheinz Lips (Gitarre) hinzu. Die aktuelle Besetzung besteht zudem aus Bernd Hochheimer (Keyboard, seit 2013) und Kurt Schoger (Bass, seit 2015). Aktueller Frontsänger ist seit Ende 2019 Chris Koch.
Dieser löste Hendrik Brock ab, der seit 2012 als Nachfolger von Torben Klein Frontsänger war. Klein wechselte nach der Session 2011/12 zu der Band Räuber. Hendrik Brock begleitete die Band vorher bereits als Techniker.
Weitere Frontsänger waren Tommy Watzke und Frank Henseler.
Am 11. Juni 2019 starb Gründungsmitglied Karl-Heinz Verbeek im Alter von 57 Jahren an den Folgen einer Krebserkrankung.

## Diskografie
Das erste Studioalbum wurde 2003 veröffentlicht und trug ebenfalls den Titel „Rut sin de Ruse“.
Mit dem 2008 veröffentlichten Titel „So ein Tag so schön wie heute“ gelang den Boore erneut eine 12-wöchige Platzierung in den Media Control Charts.
Das zweite Studio-Album mit dem Titel „Bella Colonia“ kam 2012 auf den Markt. Auf dem Album befinden sich 14 Songs.
Im Oktober 2014 veröffentlichten die Boore den Titel „Dich einmol noch danze sin“ und widmen den diesen Song allen Tanzgruppen, die das ganze Jahr über hart trainieren und deren Auftritte ehrenamtlich sind.
Für die Karnevalssession 2018/19 wurde im November 2018 der Song „Su oder su“ herausgebracht.
Zu den weiteren bekannten Lieder der Boore gehören „Wenn de Buch nit wör“, „Häst du de Zäng?“, „Danze dun ich nur mit dir“, „Bella Colonia“, „Was wäre wenn“, „Fastelovend am Strand“ und „Sha la la“.

## Auszeichnungen
2005 den „bronzenen Gisbert“ für „Rut sin de Ruse“ vom SWR
2004 und 2006 das „Schlagersegel“ der „Super-Wunsch-Hitparade“ des WDR
2016 und 2017 den „Närrischen Oscar“ des Bonner Express.